# Биоразлагаемые пластики
Биоразлага́емые пла́стики — полимерные материалы, способные распадаться под действием микроорганизмов на простые природные соединения, такие как вода, углекислый газ, метан, неорганические вещества, и биомассу. Хотя биодеградация таких материалов возможна в почве и водной среде, для большинства биоразлагаемых пластиков необходимы строго определённые условия — повышенная температура, влажность и доступ кислорода, — которые обеспечиваются преимущественно в условиях промышленного компостирования.
Понятия «биопластики» и «биоразлагаемые пластики» не совпадают и не являются взаимозаменяемыми. Биопластик — любой пластмассовый материал, частично или полностью полученный из возобновляемого сырья; способность к биоразложению для него необязательна. Напротив, биоразлагаемые полимеры могут синтезироваться как из биологического, так и из нефтехимического сырья.
К наиболее распространённым видам биоразлагаемых пластиков относят полилактиды (ПЛА, PLA), полигидроксиалканоаты (ПГА, PHA), материалы на основе крахмала и целлюлозы, а также пластмассы на основе поливинилового спирта (ПВА, PVA). Их используют прежде всего в пищевой и промышленной упаковке, сельском хозяйстве (мульчирующие плёнки), а также в медицине (рассасывающиеся швы, имплантаты). Несмотря на быстрый рост отрасли с начала 2000-х годов, доля таких материалов остаётся скромной: в 2024 году их мировое производство едва превысило 1 млн тонн, тогда как суммарный выпуск всех пластиков превысил 414 млн тонн. Высокая себестоимость и ограниченная инфраструктура утилизации пока сдерживают их масштабное внедрение.
При отсутствии специализированного сбора и компостирования биоразлагаемые изделия могут создавать экологические риски. В естественных средах (почва, пресная или морская вода) они разлагаются лишь частично, образуя стойкий микропластик, сопоставимый по вредному воздействию с традиционными полимерами. При захоронении на полигонах, где преобладают анаэробные условия, такие материалы дополнительно выделяют метан и CO₂, усиливая парниковый эффект.
Регламентацию производства и утилизации обеспечивают международные и национальные стандарты. Документы ASTM International, ISO и Европейского комитета по стандартизации построены на схожих критериях: степень минерализации оценивают по объёму выделенного CO₂, дезинтеграцию — по доле частиц размером свыше 2 мм в компосте, а также тестируют компост на экотоксичность.

## История развития

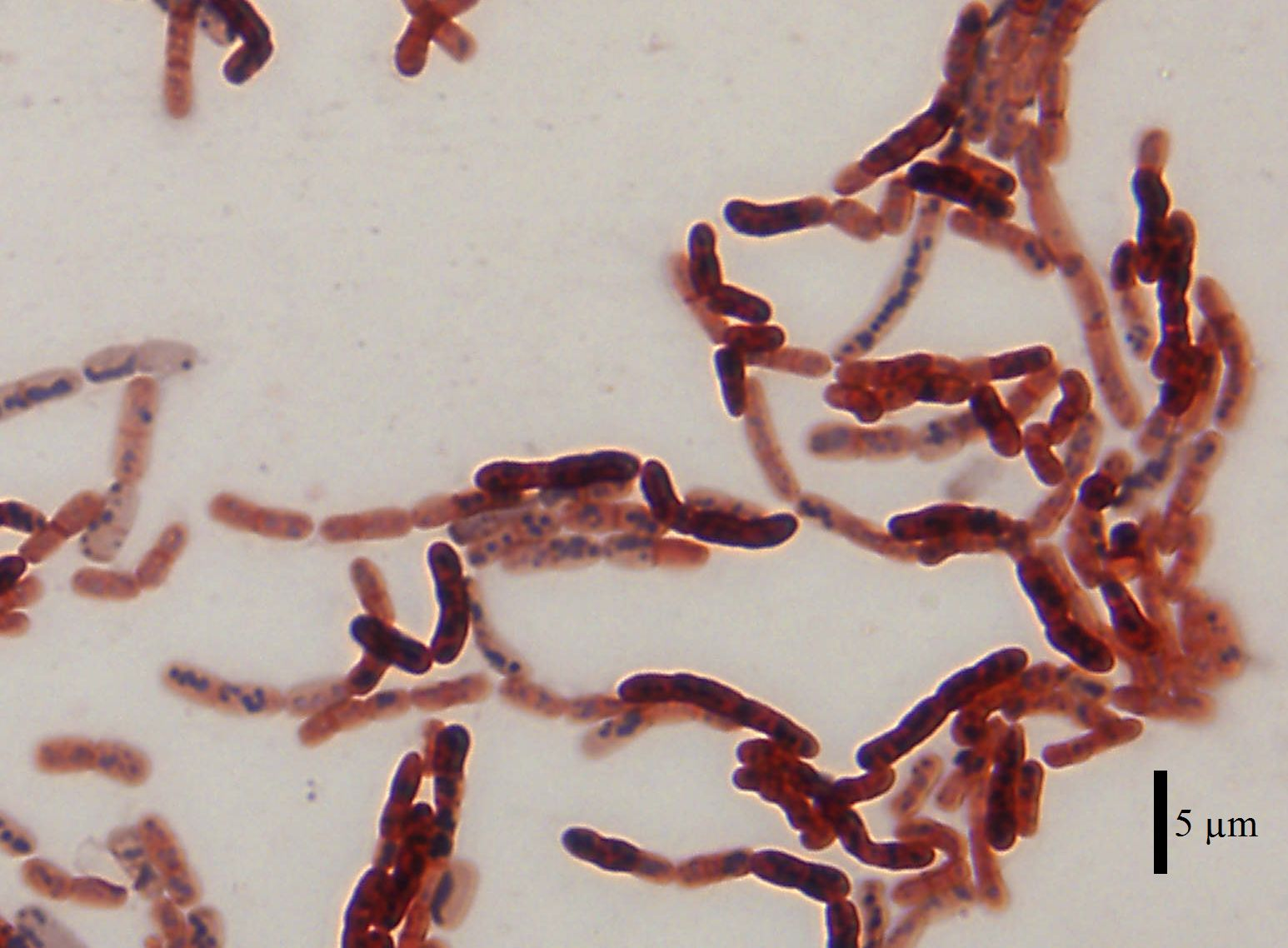
Бактерия Bacillus megaterium, которая синтезирует PHB

Первым шагом к созданию биоразлагаемого пластика стало открытие французского микробиолога Мориса Лемуана. В 1926 году он впервые выделил и описал полигидроксибутират (ПГБ, PHB) — природный полиэфир, накапливаемый бактерией Bacillus megaterium в качестве запасного вещества. Открытие Лемуана осталось почти незамеченным: в 1920-е годы внимание науки было сосредоточено на бурно растущей нефтехимии, а микробиологические технологии не достигли промышленного уровня. В 1958 году британские микробиологи Дж. Р. Макрей (англ. J. R. Macrae) и Дж. Н. Уилкинсон (англ. J. F. Wilkinson), а также Н. Ф. Уильямсон (англ. N. F. Williamson) совместно с Уилкинсоном показали, что Bacillus накапливает PHB как внутриклеточный запас энергии и углерода, и описали лабораторный метод выделения полимера. Эти работы фактически «переоткрыли» PHB и положили начало систематическим исследованиям полиэфиров бактериального происхождения.
Технологическое развитие в этой области началось лишь в 1970-х — нефтяной кризис 1973 года вызвал резкий рост цен на нефть, из-за чего производители начали искать альтернативу традиционным пластмассам. В 1975 году группа японских учёных обнаружила штаммы флавобактерий — бактерий типа Bacteroidetes, способных разлагать отходы производства нейлона. Это стало одним из первых доказательств возможности биодеструкции синтетических полимеров. Примерно в то же время компания Imperial Chemical Industries (ICI) довела выход PHB в культуре Alcaligenes latus до 70 % сухой клеточной массы— рекордный показатель для того времени. Полученный полимер относился к короткоцепочечным полигидроксиалканоатам, отличавшимся повышенной хрупкостью, но и высокой скоростью разложения.
В 1980-е годы активность в этой области значительно возросла. Американские биотехнологи Энтони Сински (англ. Anthony Sinskey) и Оливер Пиплс (англ. Oliver Peoples) выявили ключевую изомерную форму фермента тиолазы, участвующего в биосинтезе PHB, что открыло путь к рациональной инженерии штаммов-продуцентов. Позднее они основали одну из первых специализированных компаний — Metabolix (сейчас — Yield10 Bioscience), ориентированную на производство устойчивых биоматериалов. В 1983 году компания ICI получила венчурное финансирование и учредила дочернее предприятие Marlborough Biopolymers для промышленного выпуска первого биоразлагаемого пластика широкого применения — сополимера PHB/PHV, известного как PHBV, под торговым названием Biopol. Однако себестоимость производства материала всё ещё значительно превышала стоимость традиционных пластиков. Параллельно, в конце 1980-х, Патрик Грубер (англ. Patrick Gruber) предложил более экономичную технологию получения полимолочной кислоты (ПЛА, PLA) из кукурузного сырья, что заложило основу для широкого применения биопластиков в упаковке и одноразовых изделиях .
С 2000-х годов отрасль растёт ускоренными темпами: биоразлагаемые материалы рассматриваются как необходимое условие экологической устойчивости. Крупные химические концерны — японский Showa Denko, американский Cargill Dow, итальянский Novamont (марка Mater-Bi), а также немецкие Boiotec и BIOP Biopolymer Technologies и нидерландская Rodenburg Biopolymers — запустили собственные линии по производству ПГА и смежных полимеров.
Биоразлагаемые пластики находят применение в медицине, текстильной промышленности и упаковке. При этом в 2025 году их доля оставалась скромной — около 1 млн т из мирового выпуска более чем 414 млн т пластмасс. Среди главных барьеров на пути массового внедрения биоразлагаемых пластиков — слабое законодательное регулирование, высокая себестоимость, сравнительно низкая прочность изделий и дефицит экологического просвещения среди населения.
Объём рынка биоразлагаемых пластиков достиг $5,43 млрд в 2023 году. По прогнозам, он почти удвоится к 2030 году благодаря запретам на одноразовый пластик и растущему спросу на экологичные решения. Значительное увеличение потребления ожидается в развивающихся экономиках Малайзии, Индии, Китая и Бразилии.

## Свойства

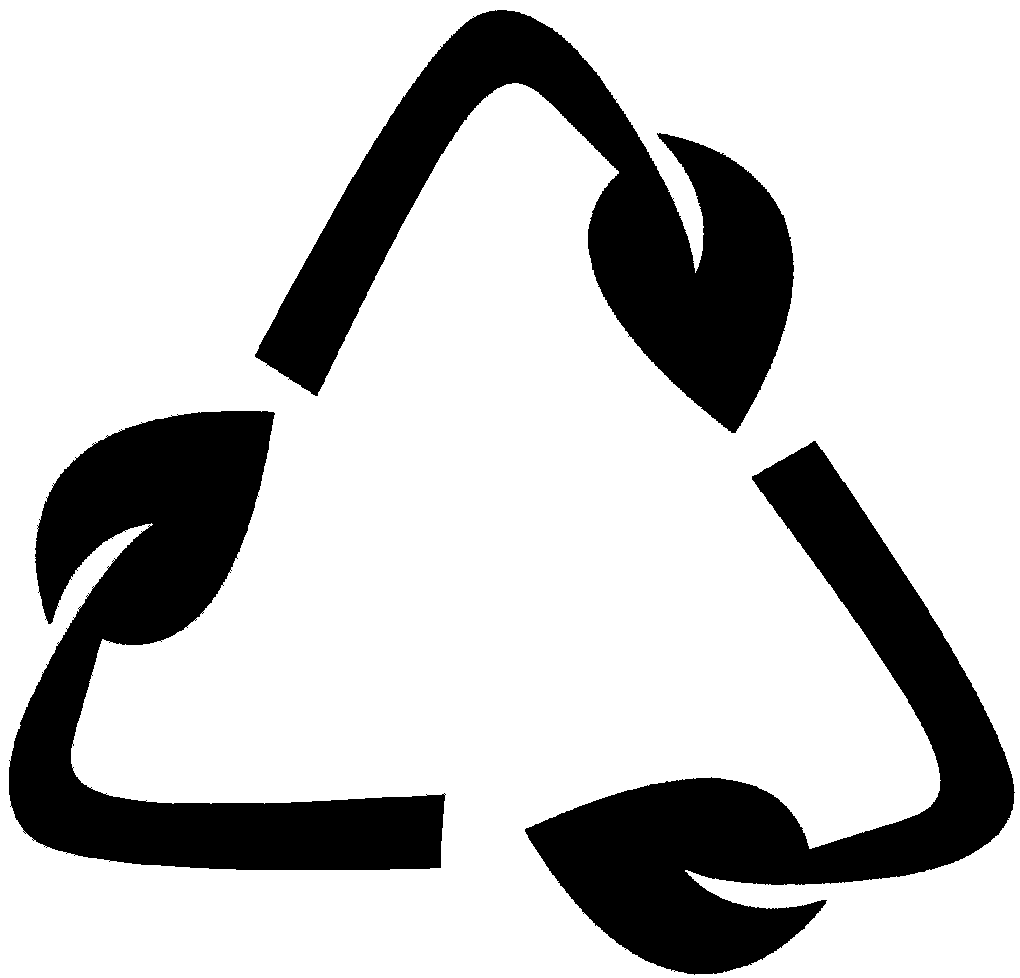
Логотип биоразлагаемых материалов

Все полимеры со временем деградируют под действием физических, химических и биологических факторов: ультрафиолета, абразивного износа, гидролиза и окисления, что сопровождается постепенной фрагментацией и образованием микропластика. Ключевое отличие биоразлагаемых материалов в том, что при заданных условиях они проходят полную минерализацию за сравнительно короткий промежуток времени, в то время как обычный пластик может сохраняться в окружающей среде сотни лет. В индустриальных компостировочных установках (t ≈ 58 °C, высокая влажность, активная микрофлора) этот срок обычно составляет 3-6 месяцев. Распад инициируется ферментами бактерий и грибов: сначала полимерная цепь гидролизуется до олигомеров и мономеров, затем в аэробной среде превращается в углекислый газ, воду и биомассу, а в анаэробной — в смесь углекислого газа, метана и биомассы. На скорость процесса влияют температура, влажность, pH, доступ кислорода и состав микробного сообщества.
Биоразлагаемые материалы часто путают с «биопластиками», производимыми из возобновляемого растительного сырья — однако биологическое происхождение не гарантирует биоразлагаемость. Сам по себе термин «биоразлагаемый пластик» не имеет практического значения без указания среды, в которой происходит разложение. Биоразлагаемость зависит от химической структуры и степени кристалличности материала, а не от происхождения сырья — биоразлагаемые полимеры могут быть получены как из биомассы, так и из ископаемого сырья.
По сравнению с традиционными пластмассами, биоразлагаемые обладают рядом преимуществ. Так, большинство коммерческих биополимеров перерабатываются стандартными методами экструзии, литья под давлением, термоформования и выдувного формования. PLA и сополимеры PHA демонстрируют низкую кислородную проницаемость и удовлетворительные барьерные свойства по водяному пару, что делает их востребованными в пищевой упаковке и медицинских изделиях. При надлежащей утилизации (промышленное компостирование, анаэробное сбраживание с утилизацией биогаза) они способны снизить долю пластмассовых отходов и нагрузку на полигоны.
Недостатки биоразлагаемых пластмасс — относительно невысокая прочность, термостойкость и долговечность по сравнению с полиолефинами и полистирольными материалами. Для улучшения потребительских свойств биопластики дополняют волокнистыми и неорганическими наполнителями, пластификаторами, а также влаго- и жироотталкивающие покрытиями; подобные модификации могут уменьшать конечную степень или скорость биоразложения.
| Название                     | Происхождение                                      | Тип полимера                               | Биоразлагаемость | Условия разложения                                             | Применение                                |
| ---------------------------- | -------------------------------------------------- | ------------------------------------------ | ---------------- | -------------------------------------------------------------- | ----------------------------------------- |
| PLA (полимолочная кислота)   | Возобновляемые ресурсы (кукуруза, сахар)           | Алифатический полиэфир                     | Да               | Только при температуре >60 °C (промышленное компостирование)   | Упаковка, 3D-печать, одноразовая посуда   |
| PHA (полигидроксиалканоаты)  | Возобновляемые ресурсы (глюкоза, микроорганизмы)   | Алифатический полиэфир                     | Да               | В почве, воде, домашних условиях                               | Упаковка, волокна, биомедицинские изделия |
| PBAT (Полибутилентерефталат) | Ископаемое сырьё                                   | Смешанный алифатико-ароматический полиэфир | Да               | Промышленное и бытовое компостирование                         | Плёнки, упаковка, посуда                  |
| PBS (полибутилен сукцинат)   | Ископаемое/частично биооснованное сырьё            | Алифатический полиэфир                     | Да               | В промышленных условиях                                        | Пищевые и косметические упаковки          |
| PCL (поликапролактон)        | Ископаемое сырьё                                   | Алифатический полиэфир                     | Да               | Морская вода, почва, компостирование                           | Клеи, упаковка, поддоны                   |
| PVA (поливиниловый спирт)    | Ископаемое сырьё                                   | Виниловый полимер                          | Частично*        | Растворим в воде, не всегда биоразлагается                     | Таблетки, гигиенические средства          |
| Целлюлоза и производные      | Возобновляемые ресурсы (древесина, растения)       | Природный полисахарид                      | Да               | В природных условиях                                           | Биокомпозиты, текстиль, упаковка          |
| Крахмал и крахмальные смеси  | Возобновляемые ресурсы (кукуруза, картофель и др.) | Природный полисахарид + смеси              | Да               | В промышленных или бытовых условиях (в зависимости от состава) | Упаковка, одноразовая посуда, плёнки      |

## Производство

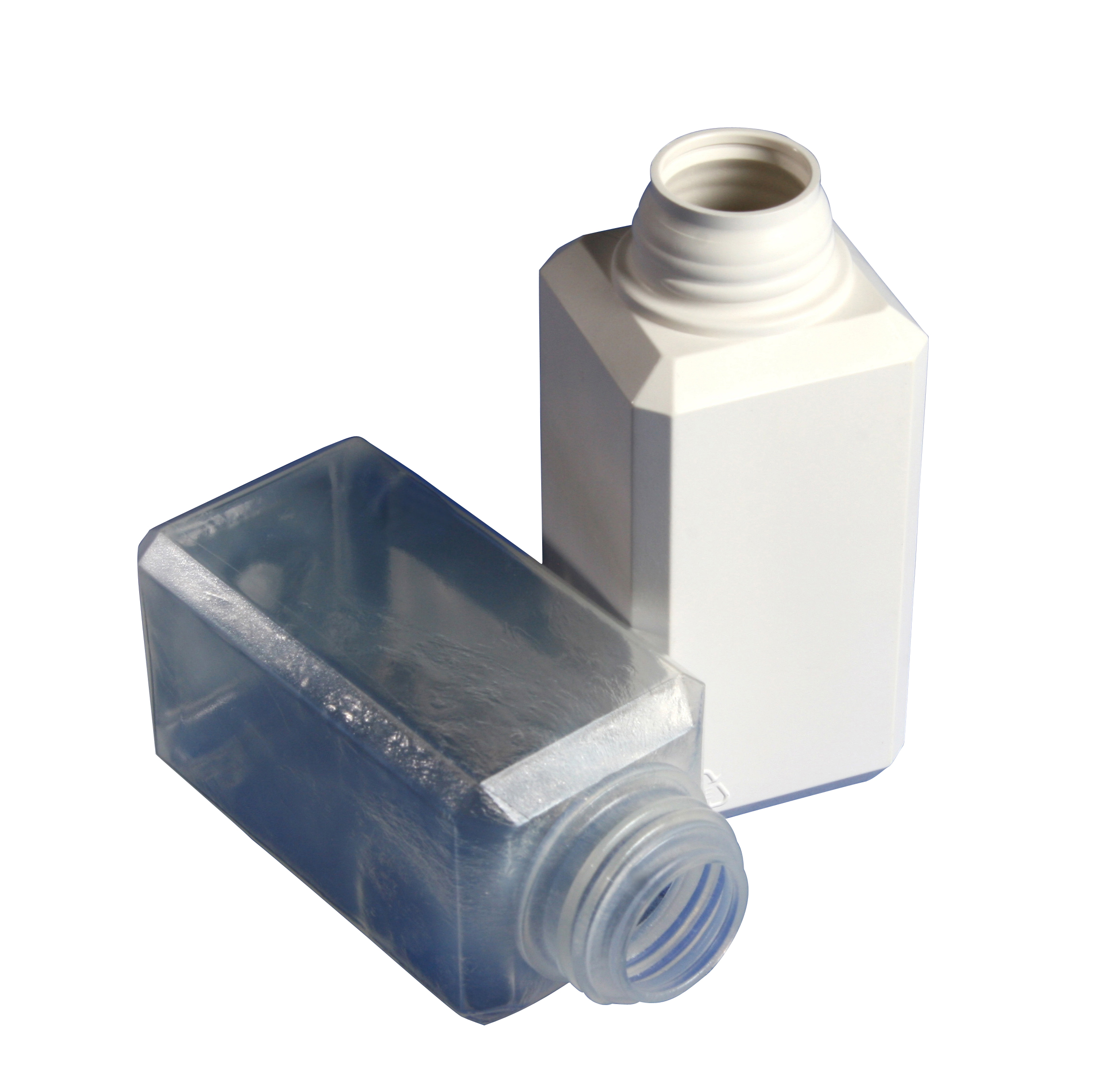
Биоразлагаемая бутылка на основе целлюлозы

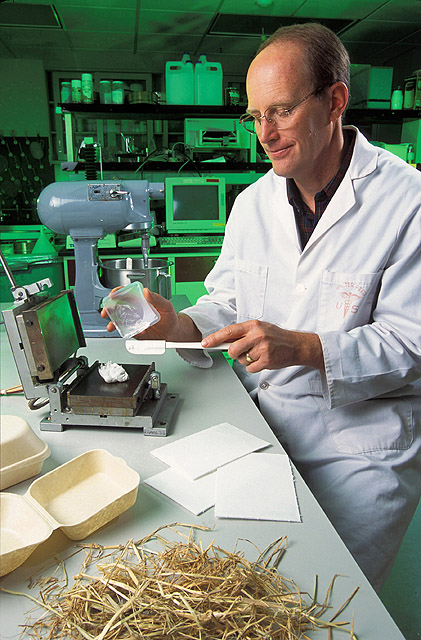
Лабораторное прессование крахмально-волокнистого биокомпозита для прототипов биоразлагаемой пищевой тары, 2004 г.

Биоразлагаемые полимеры получают двумя принципиально различными методами — химическим и биотехнологическим.
- Химический путь — полимеризация или модификация низкомолекулярных соединений в лабораторных и промышленных реакторах. В качестве сырья используют преимущественно возобновляемые мономеры — молочную кислоту, сахара́, целлюлозу, крахмал или растительные масла. Именно так выпускают, например, полимолочную кислоту (полилактид, PLA)[30].
- Биотехнологический путь — микробиологический синтез, при котором ряд бактерий (чаще Cupriavidus necator[англ.], Azohydromonas lata[англ.], Pseudomonas spp.[англ.]) накапливают полигидроксиалканоаты (PHA/PHB) в виде внутриклеточных гранул-депо. После ферментации клетки лизируют, а полимер экстрагируют[30][31][32].

На финальных стадиях производства в состав биоразлагаемых пластиков — как полученных химическим, так и биотехнологическим способом — вводят функциональные добавки: стабилизаторы, пластификаторы, наполнители и красители. Международные стандарты, регулирующие компостируемые материалы, требуют, чтобы все компоненты конечного изделия, включая добавки, также были биоразлагаемыми и не обладали токсичностью для окружающей среды.

### Из биосырья
Биополимеры из крахмала, целлюлозы, сахаров и агро-отходов сегодня формируют около 55 % мирового выпуска биопластиков.
Полилактид (ПЛА, PLA) — самый массовый материал этой группы. Углеводное сырьё (кукуруза, сахарный тростник, пищевые отходы) сначала ферментируется до молочной кислоты, затем путём конденсации и контролируемой раскрытой полимеризации превращается в полимер. Для оптимизации свойств PLA смешивают с крахмалом, PBAT или пластификаторами (глицерин, сорбит), что улучшает ударную вязкость, но снижает температурную стабильность. PLA разлагается до воды, углекислого газа и компоста, но только в условиях промышленного компостирования — при температуре выше 60 °C и высокой влажности. Материал прозрачен, влаго- и жиростоек, применяется в упаковке, одноразовой посуде и 3D-печати. В 2002 году компания Sony использовала PLA для производства корпусов плееров Walkman, усилив его алифатическими соединениями для повышения прочности.
Полигидроксиалканоаты (ПГА, PHA) — семейство биоразлагаемых полимеров, включающее PHB, PHV и их сополимеры. На 2024 год материалы на основе PHA составляли около 17 % от общего объёма производства биопластиков. PHA синтезируются бактериями в условиях избытка углерода и дефицита питательных веществ (таких как азот и фосфор), накапливаясь в клетках в виде гранул. Эти полимеры способны разлагаться в различных природных средах — в почве, морской воде, а также в условиях домашнего компостирования. Наиболее часто PHA используют для производства упаковки, бумажных покрытий и текстильной продукции. Однако высокая себестоимость остаётся главным барьером для их широкого применения. Исследователи разрабатывают технологии снижения затрат, в том числе за счёт использования дешёвого и возобновляемого сырья, например прерийной травы.
Целлюлозные эфиры изготавливают из целлюлозы, получаемой из древесины и других растительных источников. В промышленности используют её производные — ацетаты, нитраты, пропионаты и бутераты. Эти материалы находят применение в упаковке, биокомпозитах, текстильной промышленности, а также в медицине. Целлюлозные пластики отличаются высокой прочностью, гидрофильностью и способностью к биоразложению. Однако их широкому распространению препятствуют высокая стоимость и необходимость применения токсичных растворителей или катализаторов при производстве.
Крахмалосодержащие композиты изготавливают на основе крахмала — дешёвого и доступного природного полисахарида, содержащегося в зерновых культурах и корнеплодах. Модифицированный крахмал смешивают с PLA или PBAT, получая биоразлагаемый материал с термопластическими свойствами, пригодный для экструзии, литья и других методов переработки. Однако по прочностным характеристикам и влагостойкости крахмалосодержащие пластики уступают полиэтилену. Наиболее известным крахмальным композитом является Mater-Bi, разработанный итальянской компанией Novamont. Этот материал широко используют для производства биоразлагаемых пакетов, упаковки, одноразовой посуды и других изделий. На 2023 год благодаря доступности и простоте переработки эти смеси занимали крупнейшую долю на рынке биоразлагаемых материалов — 41,45 %.

### Из ископаемого сырья
Биоразлагаемые пластики на основе ископаемого сырья производят из нефтехимических компонентов. Благодаря специально модифицированной химической структуре такие материалы способны разлагаться в компосте или почве. Несмотря на их нефтяное происхождение, эти пластики рассматривают как временную альтернативу полиэтилену и полипропилену — особенно в сферах, где критически важна способность к биодеградации, например в сельском хозяйстве и медицине. Устойчивость подобных материалов к внешним воздействиям, а также скорость их разложения зависят от конкретных условий окружающей среды — в частности, температуры, уровня влажности и присутствия определённых микроорганизмов.
Полибутиленадипаттерефталат (ПБАТ, PBAT) — алифатико-ароматический полиэфир, получаемый из 1,4-бутандиола, терефталевой и адипиновой кислот. Гидролизуемые сложноэфирные связя обеспечивает его высокую степень биоразложения в различных условиях — от промышленных компостных установок до бытовой среды. Материал отличается гибкостью и термостойкостью. Он применяется в упаковке, мешках для мусора и одноразовой посуде. Часто PBAT комбинируют с PLA для повышения прочности компостируемых изделий.
Полибутиленсукцинат (ПБС, PBS) — синтетический алифатический полиэфир, получаемый из янтарной, адипиновой кислот и 1,4-бутандиола. Несмотря на нефтехимическое происхождение, все мономеры PBS являются биоразлагаемыми. Материал используется для производства одноразовых пакетов, косметической упаковки и биоразлагаемой плёнки. С 2016 года Mitsubishi Chemical Corporation предлагает частично биобазированную версию, где янтарная кислота получается ферментацией глюкозы.

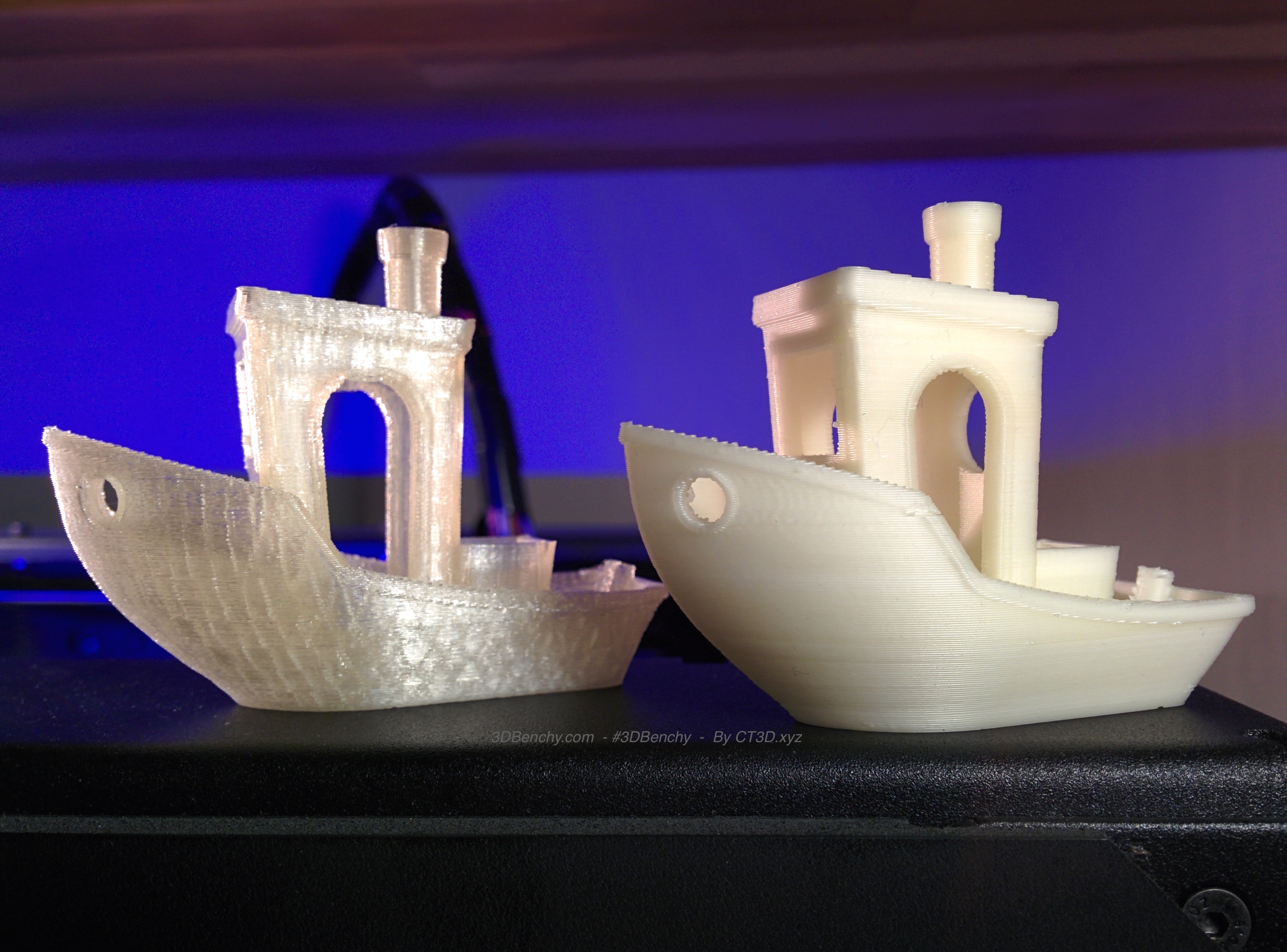
3D-фигурки из пластика PVA

Поликапролактон (ПКЛ, PCL) получают путём полимеризации капролактона — мономера нефтехимического происхождения. PCL характеризуется высокой эластичностью, низкой температурой плавления (около 60 °C) и сравнительно медленной скоростью разложения — от двух до четырёх лет. Благодаря своей гибкости PCL часто комбинируют с более хрупкими полимерами, такими как PLA, для улучшения механических свойств композитных материалов. Исследования показывают, что плёнки на основе PCL обладают хорошей влагозащитой, но ограничены в термостойкости. В пищевой упаковке PCL применяется в составе композитов для производства биоразлагаемых пакетов и покрытий.
Поливиниловый спирт (ПВА, PVA) — термопластичный полимер, синтезируемый из нефтехимического сырья. Он растворим в воде и воздухопроницаем, что делает его пригодным для использования в плёночных капсулах с моющим средством, рыболовных приманках, подгузниках и других гигиенических изделиях. PVA нетоксичен, безопасен при применении и обладает хорошими механическими и барьерными свойствами. Однако его стоимость сравнительно высока по сравнению с другими термопластами. Полная биоразлагаемость PVA в природных условиях остаётся предметом научной дискуссии: растворимость в воде не означает способность к полному биологическому разложению.

## Разложение

### Стадии

Процесс гидролиза биоразлагаемого полимера, 2016

Распад пластмасс в окружающей среде начинается с дезинтеграции — физического фрагментирования пластика на более мелкие частицы. Длинные полимерные цепи разрываются на более короткие участки под воздействием абиотических факторов, таких как ультрафиолетовое излучение, колебания температуры, влажность и механическое трение.
Затем начинается биодеградация — процесс химического расщепления макромолекул до олигомеров и мономеров под действием ферментов микроорганизмов. Химические реакции, сопровождающие биодеградацию, бывают двух видов: гидролиз, характерный для полиэфиров и полиамидов, и окисление, присущее полимерам с углеродными цепями. Реакции могут происходить как последовательно, так и параллельно, а также зависят от параметров окружающей среды.
Завершающей стадией расщепления биоразлагаемого пластика является минерализация — образование простых молекул, таких как углекислый газ, вода, метан и аммиак, а также биомассы — органического вещества, включающего остатки микроорганизмов и продуктов их метаболизма.
Для эффективной деградации большинства пластиков необходима совокупность абиотических (свет, температура, кислород) и биотических (ферменты, микроорганизмы) факторов. В естественной среде оптимальные условия формируются нечасто, поэтому полное разложение может занимать годы. Если процесс останавливается на стадии фрагментации, материал превращается в микропластик — устойчивую форму загрязнения, практически не поддающуюся дальнейшей деградации.

### Компостирование

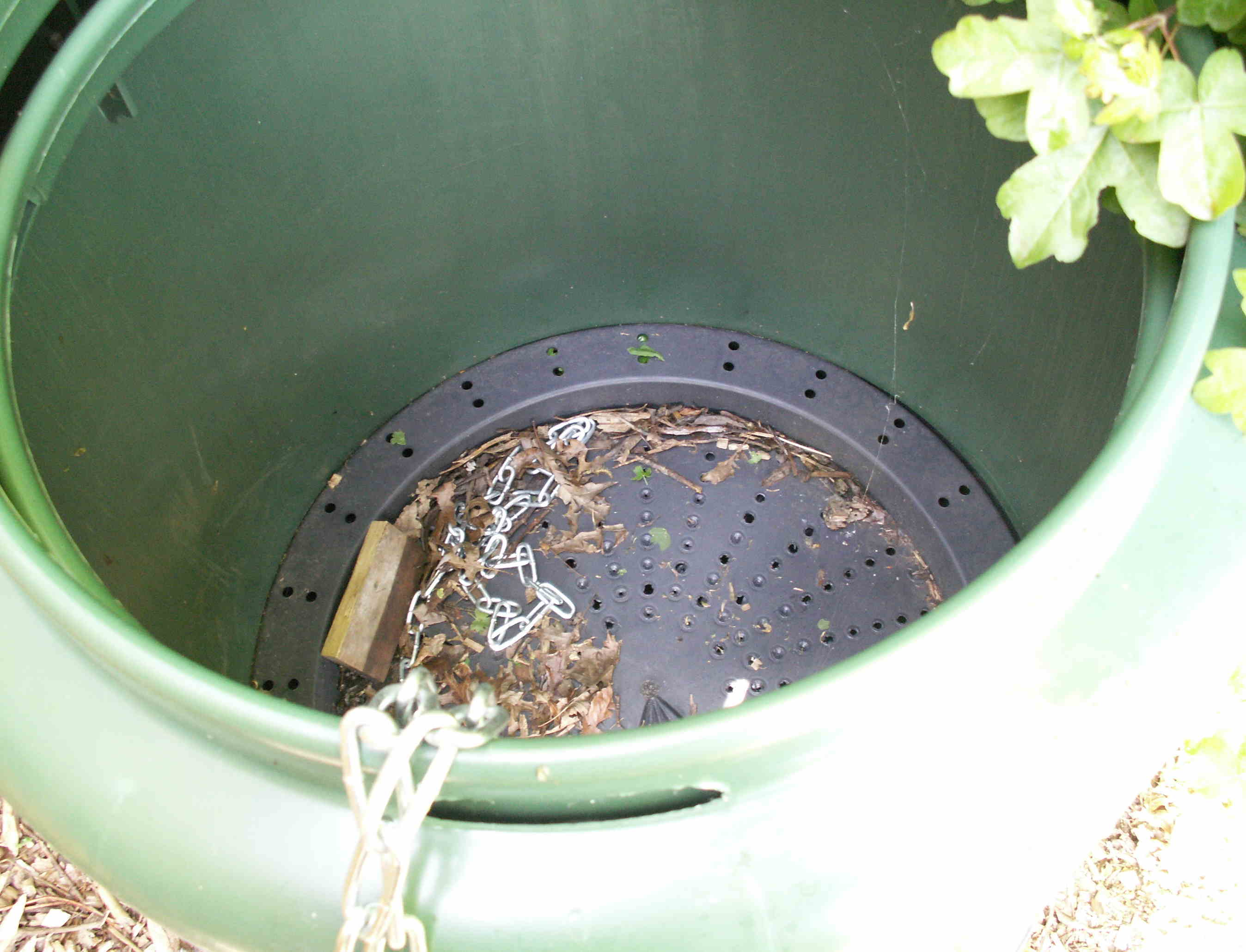
Домашний компостер, 2008

При разложении компостируемых пластиков (PLA, PBAT, отдельные смеси TPS) образуются биомасса, углекислый газ, вода и неорганические соединения. Конечный продукт компостирования — гигиенически безопасное гумусоподобное вещество, которое используют в качестве органического удобрения для восстановления плодородия почвы. Компостируемые пластики производят как из возобновляемых, так и из ископаемых ресурсов. Их рекомендуют использовать для изделий, загрязнённых органическими остатками и трудноперерабатываемых традиционными методами — например, чайных пакетиков, одноразовой посуды, пищевых контейнеров и влажных салфеток.
Промышленное компостирование идёт при температуре от 50 до 70 °C, высокой влажности и наличии кислорода. Это позволяет бактериям и грибам эффективно разрушать полимерную структуру. Большинство сертифицированных компостируемых пластиков, включая PLA и PBAT, предназначены именно для такого метода утилизации . При соблюдении всех необходимых условий компостируемый материал полностью разлагается ≤ 180 суток, не образуя микропластик. Домашнее компостирование (обычно 20-30 °C, ограниченная аэрация) менее эффективно. Например, в полевых экспериментах в Великобритании, проведённых в 2022 году, разложилось лишь 34 % изделий, маркированных как «домашне-компостируемые».

### В почве

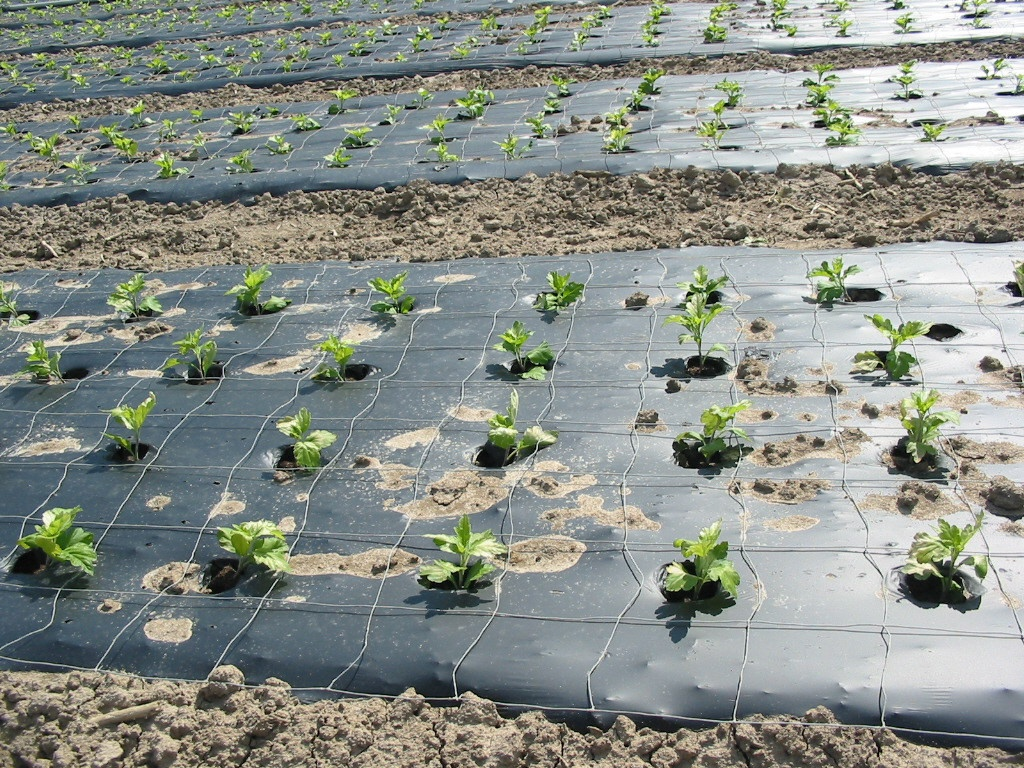
Мульчирующая плёнка из PLA, 2009

Мульчирующие плёнки из PLA, PBAT или крахмальных смесей рассчитаны на распад in situ, однако фактическая степень минерализации (50-60 %) сильно зависит от температуры, влажности и состава почвы. Крахмалосодержащие композиты разлагаются быстрее (до 80 %), но лабораторные сроки (≤ 12 мес) часто увеличиваются до 21-58 мес в реальных полях. Неполное разложение приводит к накоплению микропластика, который может изменять пористость почвы, сорбировать тяжёлые металлы и негативно влиять на дождевых червей и ризосферную микробиоту{.

### В воде
Некоторые биоразлагаемые пластики специально разработаны для разложения в водной среде. К таким материалам относят PVA (широко применяемый в капсулах для стиральных машин), полигидроксиалканоаты (PHA), термопластичный крахмал (TPS), а также биопластики на основе желатина. Разложение таких материалов происходит за счёт гидролиза: вода разрушает эфирные связи в полимерной цепи, что снижает молекулярную массу. Образующиеся низкомолекулярные соединения затем метаболизируются микроорганизмами, превращаясь в углекислый газ, воду и биомассу.
Биоразлагаемые пластики, попадающие в воду, но не предназначенные для водной деградации, разрушаются значительно медленнее, чем в почве — на это влияют низкие температуры, недостаток питательных веществ и слабая активность микрофлоры. Так, PLA начинает разлагаться в пресной воде лишь спустя 11 месяцев при температуре 25 °C. Исследование, проведённое учёными из Университета Плимута в 2018 году, показало, что биоразлагаемые пакеты сохранялись в морской воде в течение трёх лет. В глубоководных условиях (до 5500 метров) скорость разложения ещё ниже. Хотя такие материалы, как PHA и отдельные полиэфиры, демонстрируют признаки деградации, процесс идёт значительно медленнее по сравнению с прибрежными зонами.
В 2024 году группа японских учёных под руководством Такудзо Айда из института RIKEN представила новый тип пластика, способный разлагаться в морской воде без образования микропластика. Материал разработан на основе принципов супрамолекулярной химии и состоит из ионных мономеров, соединённых солевыми мостиками. Эти соединения стабильны в обычных условиях, но распадаются в солёной воде, обеспечивая безопасную деградацию.

### Оксодеградация

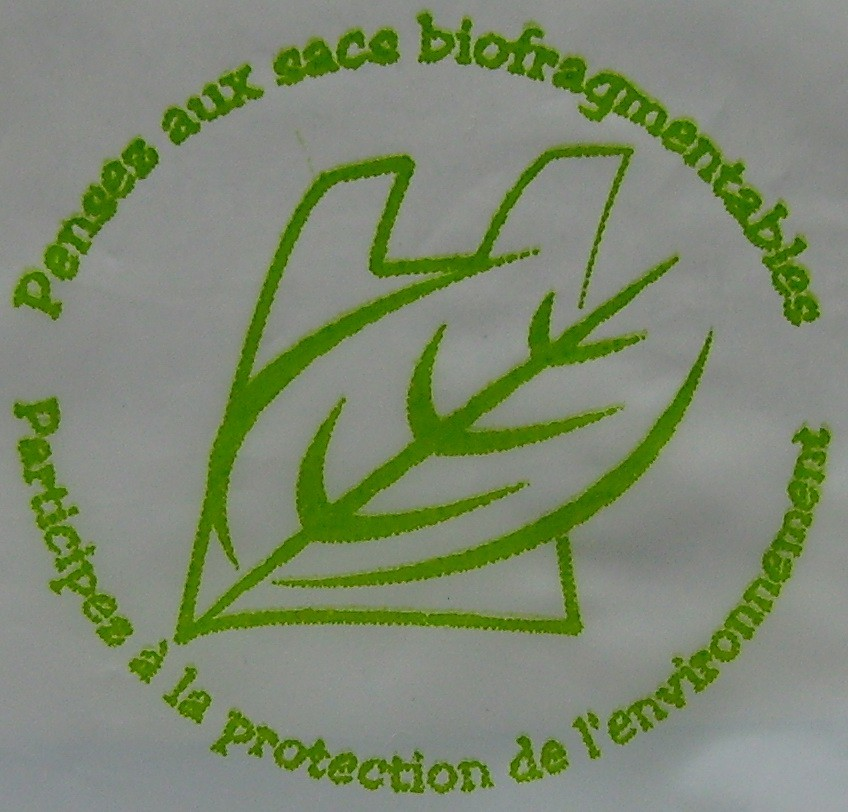
Логотип оксодеградируемого пластика

Оксодеградируемые пластмассы — традиционные виды пластиков, в состав которых включены химические добавки, ускоряющие дробление материала на микро-частицы под воздействием УФ-излучения и тепла. В 2018 году Европейская комиссия выпустила доклад об отсутствии убедительных доказательств полного разложения таких полимеров. Переработка материалов невозможна в условиях компостирования или анаэробного сбраживания, а образуемый микропластик приводит к значительному загрязнению окружающей среды. По этим причинам Европейский парламент запретил использование оксодеградируемых материалов с 2020 года.

## Применение

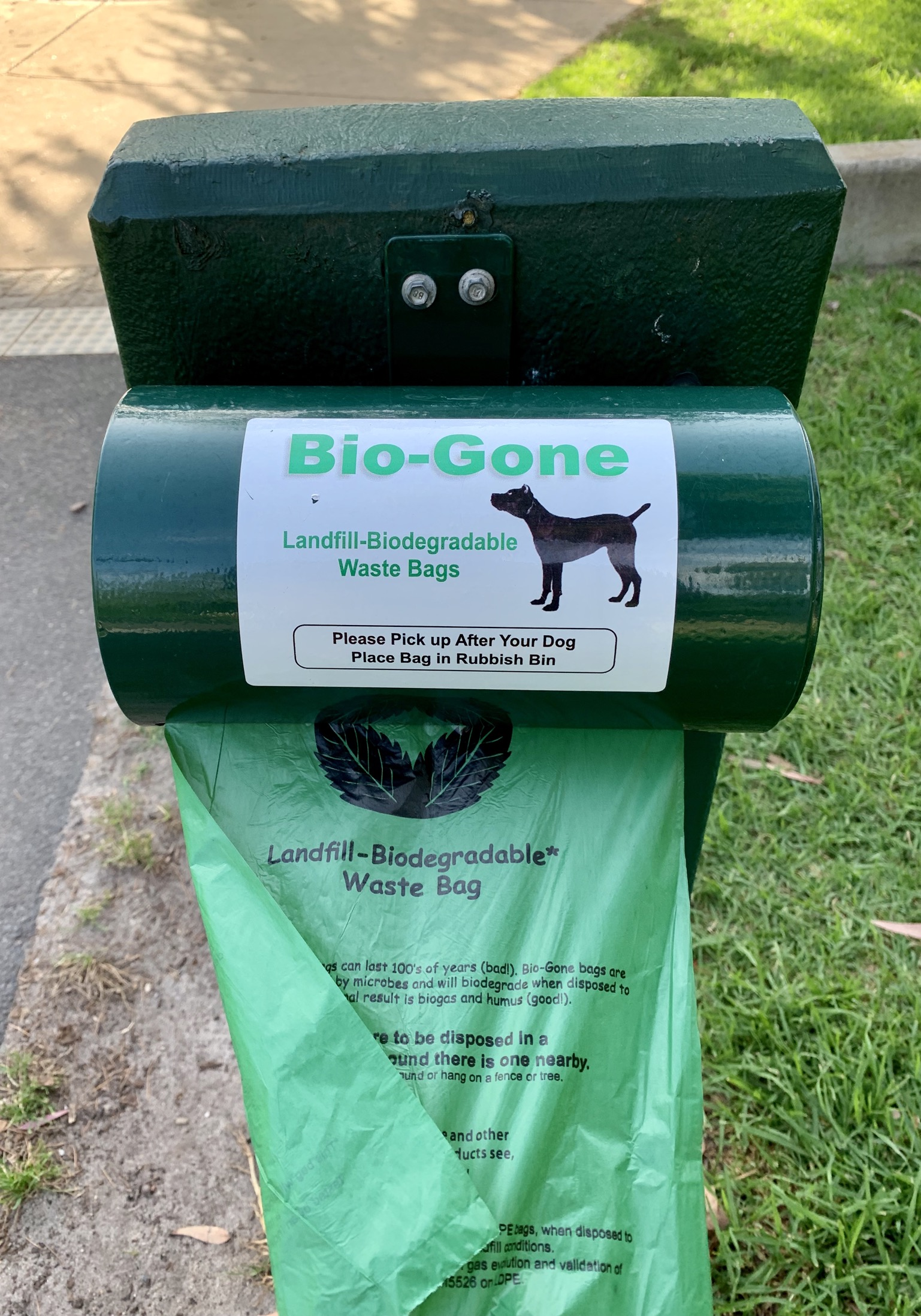
Биоразлагаемый пакет для уборки за собаками, Австралия, 2018

Биоразлагаемые пластики преимущественно используются для производства упаковки пищевых и непищевых товаров: в 2023 году на этот сегмент приходилось около 53,91 % мирового рынка. Из них изготавливают пакеты, мусорные мешки, пищевую тару (бутылки, контейнеры, крышки, стаканы), одноразовую посуду и салфетки. В аграрном секторе такие материалы используют для производства мульчирующих плёнок, агротекстиля и лент для капельного орошения. Они способны разлагаться прямо в почве, упрощая утилизацию и снижая загрязнение. Однако эффективность разложения зависит от климатических и почвенных условий. Из волокон на основе PLA или PHA также производят упаковки для косметики, губок, ватных палочек, а также микрогранулы для скрабов и пилингов, заменяя микропластик из полиэтилена и полипропилена.
Благодаря способности безопасно разлагаться в организме до нетоксичных веществ, PLA и другие биоразлагаемые полимеры находят широкое применение в медицине — для создания рассасывающихся шовных нитей, хирургических скоб, имплантатов (винтов, штифтов, стентов), носителей лекарств и основ для тканевой инженерии. Такие материалы успешно применяются в сосудистой, ортопедической и урологической хирургии, а также в регенеративной медицине. Материалы используются в качестве носителей, которые доставляют лекарства более точно в целевой орган и высвобождают препарат после определённого стимула. Это позволяет использовать более низкие дозы лекарства и снижает количество побочных эффектов.
В 2023 году лидером по потреблению биоразлагаемых пластиков оставалась Европа. Благодаря жёсткому регулированию одноразового пластика и развитой компостной инфраструктуре на неё приходилось 42,6 % глобального объёма потребления. Существенный рост также наблюдался в США и Канаде. Азиатско-Тихоокеанский регион, в частности Китай и Индия, демонстрировали быстрый рост потребления таких полимеров за счёт индустриализации и развития электронной коммерции. В Центральной и Южной Америке, а также в странах Ближнего Востока и Африки развитие рынка биоразлагаемых пластиков стимулируется правительственными инициативами, направленными на сокращение использования одноразового пластика.

## Влияние на экологию

### Роль в устойчивом развитии
При корректном проектировании изделия, чёткой маркировке и утилизации согласно действующим нормативам биоразлагаемые пластики способны заметно сократить объём твёрдых пластиковых отходов и таким образом содействовать целям устойчивого развития. В контролируемых условиях ― при повышенной температуре, влажности и высокой активности микробиоты ― такие материалы полностью минерализуются до воды, углекислоты и биомассы в пределах сроков, заданных стандартами. Наибольший экологический эффект достигается при замещении трудно перерабатываемых одноразовых изделий (пакетов, посуды, сельскохозяйственных плёнок). Чтобы минимизировать риски, состав биополимеров ограничивается документами EN 17033, ASTM D6400 и др., которые регулируют предельное содержание тяжёлых металлов и потенциально токсичных добавок. Полевые испытания показывают, что, например, мульчирующая плёнка из крахмальных композитов ускоряет разложение органических остатков, улучшает структуру почвы и повышает микробиологическую активность. Согласно ряду исследований, при реалистичных концентрациях биоразлагаемые микропластики не оказывают заметного токсического влияния на растения, почвенных беспозвоночных и микробные сообщества.

### Образование микропластика

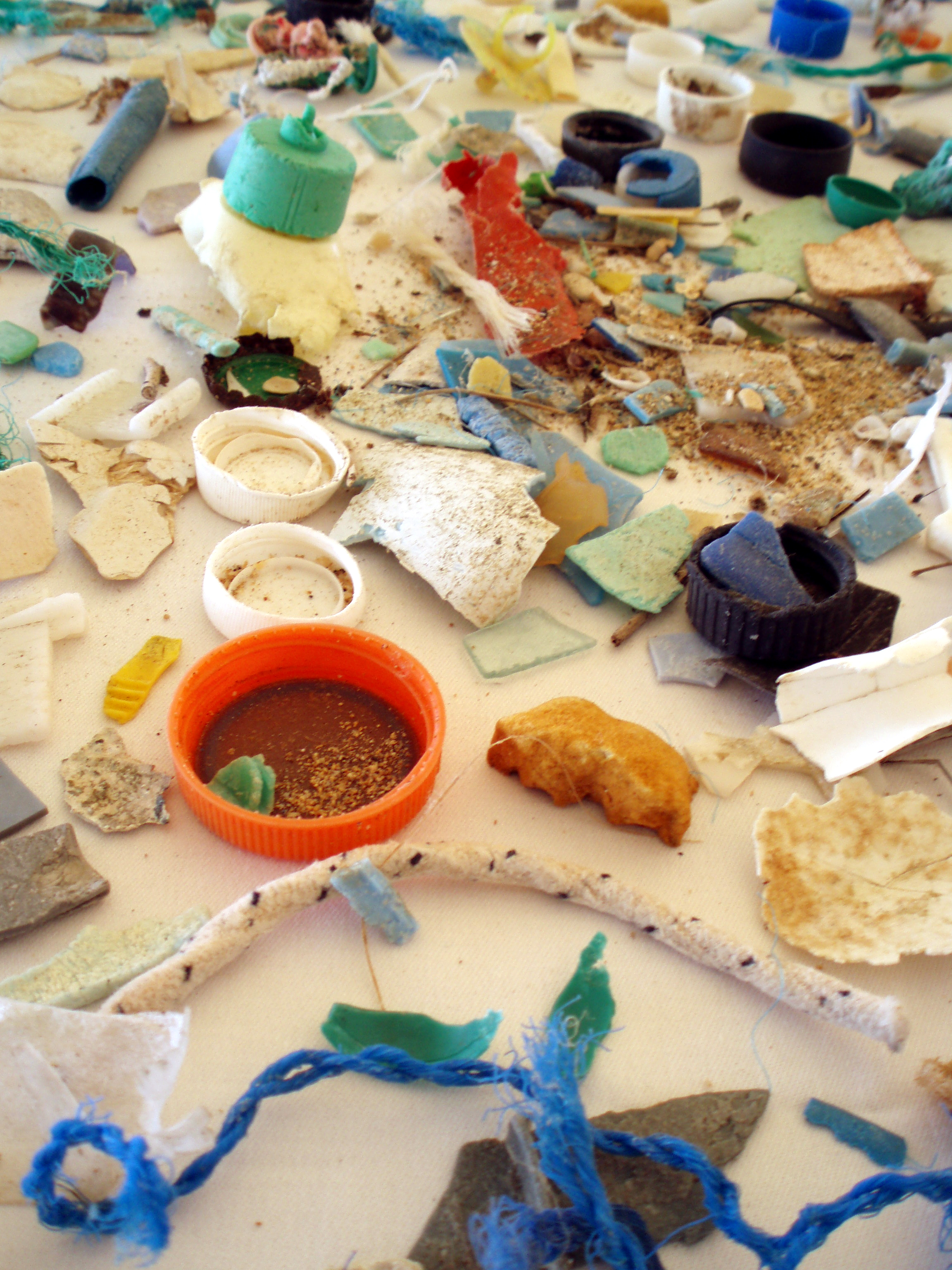
Микропластик в составе Тихоокеанского мусорного пятна, 2012

Однако при недостаточно развитой инфраструктуре компостирования и сортировки отходов использование биопластиков может усугубить проблему загрязнения. В процессе разложения такие материалы быстро фрагментируются на более мелкие частицы — микро- и нанопластики, — которые могут содержать химические добавки, затрудняющие полное биоразложение. При этом процесс фрагментации происходит быстрее, чем у традиционных полимеров, поскольку такие материалы изначально спроектированы для ускоренного распада. По оценкам, с компостом в почву может ежегодно попадать до 26,4 кг таких частиц на гектар.
Микропластики адсорбируют токсические вещества, переносят патогены и проникают в организмы живых существ, вызывая эффекты, сопоставимые с воздействием частиц из нефтехимических полимеров. Так, при воздействии PLA (полилактида) у плоских устриц наблюдалось повышение частоты дыхания и признаки стресса, а у морского пескожила зафиксировано увеличение дыхательной активности при воздействии высоких доз PLA. У пресноводного амфипода Gammarus fossarum микропластики PHB снижали эффективность питания и прирост массы. Наночастицы PHB (~ 200 нм) замедляли рост и нарушали физиологию зоопланктона большая дафния, цианобактерии Anabaena и зелёной водоросли Chlamydomonas reinhardtii. Сообщалось также о повреждениях печени, кишечника и репродуктивной системы, дисбактериозе и сбоях циркадных ритмов у животных, проглотивших такие частицы; микрочастицы PLA обнаруживались в тканях млекопитающих, где ассоциировались с острым воспалением кишечника.
В почве неполное разложение биополимеров может стимулировать рост микроорганизмов-конкурентов растений. Коммерческие изделия содержат красители, пластификаторы, наполнители и УФ-стабилизаторы, которые замедляют минерализацию. Например, мульчирующая плёнка на основе крахмала может сохраняться в почве до пяти лет. При ежегодном применении таких материалов происходит накопление остатков пластика и загрязняющих добавок. Хотя при реальных концентрациях (< 0,1 % массы почвы) негативного эффекта на экосистемы обычно не наблюдается, расширение производства биопластиков повышает нагрузку на пахотные земли, может усиливать дефицит воды, способствовать утрате биоразнообразия и стимулировать рост монокультурного земледелия. На 2025 год влияние биоразлагаемых микропластиков остаётся исследованным лишь частично.

### Выделение парниковых газов
Экологический след биополимеров формируется уже на производственной стадии. Выращивание биосырья (например, кукурузы) требует значительных объёмов воды, удобрений и пахотных земель, а также сопровождается выбросами, связанными с землепользованием. Производство одного килограмма полигидроксиалканоата (PHA) из кукурузного сырья требует в 2-3 раза больше энергии, чем производство аналогичного количества полиэтилена на нефтехимической основе.
Разложение биоразлагаемых микропластиков в почвенных экосистемах сопровождается значительным увеличением выбросов углекислого газа и метана. Так, в одном из научных экспериментов добавление PBAT в рисовые поля привело к росту выбросов CH₄ и CO₂ в 92 и 213 раз соответственно по сравнению с контрольной группой. Биогенный углерод из биоразлагаемых пластиков может усиливать парниковый эффект при разложении, особенно если углерод не закрепляется в почвенном гумусе или новой биомассе. Такие выбросы могут иметь сопоставимое или даже более выраженное воздействие на климат, чем выбросы от традиционных пластиков. Поглощение такого углерода растениями может частично компенсировать выбросы, однако количественные оценки подобных эффектов для биоразлагаемых пластиков по-прежнему ограничены и зависят от конкретных условий утилизации.

### Проблемы утилизации
В отсутствие надлежащей инфраструктуры и выстроенных процессов большая часть биоразлагаемых пластиков не утилизируют должным образом — часто такие материалы попадают либо на свалки, где их разложение затруднено анаэробными условиями, либо их сжигают, что нивелирует их потенциальные экологические преимущества. Биоразлагаемые пластики в целом не предназначены для вторичной переработки. Так, повторное изготовление столовых приборов из переработанных биоразлагаемых полимеров технически возможно, но экономически и практически нецелесообразно из-за ухудшения прочностных характеристик. Кроме того, визуально отличить PLA от ПЭТ или другие пары полимеров затруднительно. Смешение биоразлагаемых и обычных пластиков может нарушить процесс переработки, поскольку натуральные волокна и синтетические полимеры имеют разные физико-химические свойства. Кроме того, переработка биоразлагаемых материалов затрудняется отсутствием стабильных и массовых поставок на перерабатывающие предприятия из-за по-прежнему малой доли таких пластмасс.
На организованных полигонах или стихийных свалках анаэробные, тёмные и прохладные условия тормозят биоразложение. При этом образующиеся CH₄ и CO₂ улавливается далеко не всегда. При этом биоразлагаемые полимеры могут разрушаться быстрее, чем на свалке будет установлено соответствующее оборудование: как правило, системы сбора метана внедряются в течение двух лет после захоронения отходов. Оксодеградируемые изделия дополнительно дробятся до микрочастиц, которые мигрируют в почву и грунтовые воды. В домашнем компосте биополимеры разлагаются медленно и могут подавлять процесс компостирования, одновременно высвобождая парниковые газы.

### Гринвошинг
Термин «биоразлагаемый пластик» нередко создаёт у потребителей ложное ощущение экологической безопасности. Этим активно пользуются компании, применяя его для продвижения своей продукции. Подобная практика получила название «гринвошинг». Некоторые штаты в США предусматривают ответственность за использование таких терминов без указания конкретных условий разложения материала. Так, в Калифорнии компаниям запрещено продавать пластиковые изделия с пометками «биоразлагаемый», «компостируемый», «разлагаемый» и аналогичными обозначениями, если материалы не соответствуют установленным стандартам для биоразлагаемых пластмасс. В 2017 году Walmart обязали выплатить компенсацию в размере одного миллиона долларов за продажу пластиковых товаров с недостоверными пометками «биоразлагаемый» и «компостируемый».
Гринвошинг приводит к неправильной утилизации материалов — потребители полагают, что упаковка с маркировкой «биоразлагаемый» разлагается в любых условиях и не требует специальных способов сбора и утилизации. Биоразлагаемые пластики распадаются только при наличии специфических условий — чаще всего в промышленных компостных установках с высокой температурой, влажностью и доступом кислорода. В естественной среде — в почве, пресной или морской воде — такие материалы могут сохраняться годами или десятилетиями. Критики отмечают, что биопластики не решают проблему избыточного потребления, а лишь придают «зелёный» оттенок одноразовым изделиям.

## Стандарты производства
Производство биоразлагаемого пластика регулируют международные и национальные стандарты. Ключевыми институтами стандартизации считают Американское общество по испытанию материалов (ASTM International), Международную организацию по стандартизации (ISO) и Европейский комитет по стандартизации (CEN). Стандарты Европейского комитета по стандартизации являются обязательными для членов Европейского союза. Хотя каждая из организаций разрабатывает собственные нормативы, их методики взаимно гармонизированы: они одинаково оценивают степень минерализации (не менее 90 % выделенного CO₂ в установленные сроки), дезинтеграцию (не более 10 % частиц размером свыше 2 мм) и отсутствие экотоксичности конечного продукта. Все эти условия должны выполняться в промышленных компостерах при температуре до 70 °C.
Существующие стандарты и методы нередко подвергаются критике за то, что они не учитывают всё разнообразие условий разложения, поскольку параметры промышленного компостирования также не являются единообразно стандартизированными.

### Европейские стандарты (EN)
Базовым документом для материалов, предназначенных для промышленного компостирования, является EN 13432. Согласно этому стандарту образец пластика смешивают с органическими отходами и выдерживают при 58 ± 2 °C в течение двенадцати недель; по завершении испытания не более 10 % фрагментов могут иметь размер свыше 2 мм, а за шесть месяцев должно минерализоваться не менее 90 % углеродного содержания по сравнению с целлюлозой. Стандарт EN 14995 распространяет те же требования на неупаковочные изделия из пластика. Стандарт EN 17033, принятый в 2018 году, вводит специальные нормы для мульчирующих плёнок: плёнка должна разложиться в почве не менее чем на 90 % за два года и пройти испытания на отсутствие токсичности для растений и почвенных организмов. Изделия, успешно прошедшие проверку, могут маркироваться знаком Seedling или OK Compost INDUSTRIAL.

### Американские стандарты (ASTM)
В США разработкой нормативов занимается подкомитет D20.96 ASTM International. Изначально группа занималась вопросами пластикового загрязнения окружающей среды, в том числе компостированием биоразлагаемых полимеров и бумаги вместе с пищевыми, садовыми и сельскохозяйственными отходами. Подкомиссия D20.96 разработала множество стандартов, регулирующих производство биопластов и биоразлагаемых материалов. Наиболее часто применяется принятый в 2023 году стандарт ASTM D6400-23, устанавливающий требования к компостируемым пластмассам в аэробных муниципальных и промышленных установках: материал обязан минерализоваться по крайней мере на 90 % в течение 180 суток и не оставлять токсичных остатков. Методика лабораторного компостирования изложена в ASTM D5338, тогда как ASTM D6691-24a оценивает аэробную биоразлагаемость в морской воде (порог — не менее 70 % за шесть месяцев). Для оксо-деградируемых полиолефинов используется поэтапная схема ASTM D6954-24, включающая окислительный, биологический и токсикологический этапы.

### Международные (ISO)
Международная организация по стандартизации (ISO) предлагает «зонтичные» документы, призванные унифицировать национальные подходы. Стандарт ISO 17088:2021 задаёт общие требования к пластмассам, пригодным для органической переработки, охватывая критерии дезинтеграции, минерализации, отсутствия негативного воздействия на окружающую среду и контроль состава материалов. Для материалов, предназначенных для промышленного компостирования, используется ISO 14855-2:2018, предусматривающий измерение объёма выделенного CO₂ в контролируемых условиях компостера. Оценку биоразлагаемости в почве регулирует ISO 17556:2019 — этот документ особенно важен для сельскохозяйственных плёнок и других изделий, разлагающихся in situ.

### Национальные
Ряд государств вводит собственные нормативы, прежде всего для домашнего компостирования, где температура обычно не превышает 30 °C, а условия менее стабильны. Во Франции действует NF T51-800; изделия, удовлетворяющие его требованиям, получают маркировку «OK Compost HOME». Аналогичный подход реализован в Австралии и Новой Зеландии через стандарт AS 5810, который также ориентируется на реальные параметры бытовых компостеров.